# Cal Ranci (Cervera)
Cal Ranci és una obra noucentista de Cervera (Segarra) protegida com a Bé Cultural d'Interès Local.

## Descripció
Edifici entre mitgeres de planta irregular estructurada en quatre nivells: planta baixa, dues plantes i golfes. El parament, a base de carreus regulars, està arrebossat i pintat. La planta baixa i el darrer pis, en canvi, estan emmarcats amb aparell encoixinat i dovelles a saltacavall. Els dos extrems de l'edifici estan definits per faixes verticals d'obra que imiten la pedra buixardada. La coberta, seguint la planta, és a diferents aigües però a la part davantera és plana i s'aprofita com a terrassa. Pel que fa a les obertures, a la planta baixa són quadrangulars i hi ha la porta d'accés a l'edifici, un gran portal apaisat que dona accés a una botiga i un finestral. A la primera planta, destaca una gran tribuna disposada al centre de l'edifici, formant un cos pentagonal que s'estructura amb cinc finestres. Flanquejant la tribuna, hi ha dos balcons amb obertures d'arc escarser amb barana de ferro forjat sobre doble cornisa d'obra que ressegueix tot el conjunt. La segona planta té un balcó situat damunt de la tribuna, emmarcat amb un frontó triangular decorat i flanquejat per dos pilars. El balcó està flanquejat per dues finestres d'arc pla. A la planta superior hi ha les golfes i aquestes compten amb una finestra apaïsada amb cinc obertures al centre i dues als laterals. En aquest nivell, les obertures dels extrems estan separades de les centrals mitjançant unes columnetes suportades per mènsules.